# BrightDrop EV600
Le BrightDrop EV600 est un fourgon de livraison électrique qui sera produit par General Motors pour sa marque de véhicules utilitaires électriques, BrightDrop. Il a été dévoilé au Consumer Electronics Show le 12 janvier 2021.

## Aperçu
Le BrightDrop EV600 a été dévoilé en tant que premier véhicule de la marque au Consumer Electronics Show de Las Vegas, Nevada le 12 janvier 2021 avec la palette EP1. La livraison de 500 camionnettes à FedEx est attendue pour fin 2021, les ventes aux consommateurs commençant en 2022.

## Caractéristiques
L'EV600 offre une autonomie maximale de 250 miles. Il est basé sur l'architecture Ultium annoncée par GM en 2020. L'EV600 a une surface de chargement revendiquée à 600 pieds cubes et un poids nominal brut du véhicule (PNBV) inférieur à 10 000 livres.